# Ahmed Best
Ahmed Best (sinh ngày 19 tháng 8 năm 1973) là một nam diễn viên người Mỹ. Anh được biết đến qua vai trò lồng tiếng cho nhân vật Jar Jar Binks trong loạt phim điện ảnh Star Wars.

## Thời thơ ấu
Ahmed từng theo học trung học Columbia High School và tốt nghiệp năm 1991.